# EMI音樂日本
EMI日本百代音乐（株式会社EMIミュージック・ジャパン）是一家曾属于EMI旗下的唱片公司，原為东芝百代股份有限公司（（TOSHIBA EMI JAPAN），已於2013年4月1日解散並由日本環球音樂整合成其國內的一個品牌「EMI Records Japan（百代唱片日本区）」。

## 概要
1960年，東芝的音樂軟件部門獨立成为「東芝音樂工業」。1973年，因EMI入股而改稱「東芝EMI」（Toshiba EMI，公司登記名稱為）。1994年之後EMI出資55％，剩下的45％由東芝出資。2007年6月，東芝為強化企業的主力部門而將保有的東芝EMI股份賣出，東芝EMI改名EMI音樂 (日本)（株式会社EMIミュージック・ジャパン）。

## 沿革
- 1955（昭和30）年10月，東芝開始從事唱片業務。
- 1958年左右，開發了在製作過程加入抗靜電劑形成紅色的唱片「エバー・クリーン・レコード」（別名「赤盤」）開發並發行。
- 1959年3月，開始發行立體聲唱片。
- 1959年，開始自行製作立體聲唱片。
- 1960（昭和35）年10月1日，東芝的音樂軟件部門獨立成「東芝音楽工業株式会社」。設立時的資本額為1億5千萬日圓。
- 1971（昭和46）年10月1日，在富士山腳静岡縣御殿場市開設當時最新技術的生產工廠「御殿場工厂」。
- 1973（昭和48）年10月1日，因EMI的資本加入而改稱「東芝イーエムアイ株式会社」。
- 1979年11月時，自行製作的LP数字錄音開始向大眾市場发行销售。
- 1982（昭和57）年5月24日，港区赤坂2丁目（溜池山王十字路口）公司大樓落成。
- 2005（平成17）年12月26日，與製造部門（東芝EMI御殿場工厂）進行分割。專心製作於音樂軟體方面之業務。
- 2006（平成18）年12月14日，東芝將其擁有的剩餘股份售出，東芝EMI成為EMI的完全子公司。
- 2007（平成19）年6月30日，社名由东芝百代股份有限公司（東芝イーエムアイ株式会社）改為「株式会社EMI日本百代音乐」。但規格編號TOCT、TOCP不變。
- 2008（平成20）年2月18日，本社由赤坂5丁目的赤坂Sacas轉移至赤坂Biz塔樓大廈。
- 2008年3月5日，開始進入Blu-ray Disc市場，第1彈為松任谷由實的演唱會「YUMING SPECTACLE SHANGRILA Ⅲ」DVD-Video與Blu-ray Disc同時發行。
- 2010年10月1日，迎向創立50周年（從東芝音工時代算起）。
- 2012年10月1日 - 由於EMI將唱片部門售予環球音樂的關係，日本百代成為日本環球音樂的子公司[2]。
- 2013年1月15日 - 日本環球音樂CEO小池一彦兼任日本EMI董事长[3]。
- 2013年4月1日 - 日本環球音樂將日本EMI吸取合併且加以整合[4]，將其改為日本環球音樂旗下廠牌「百代唱片日本（EMI Records Japan）」。

## EMI解散時所屬藝人
註：以下為被環球合併前的旗下藝人。合併後各移至環球不同子公司，如维珍唱片（Virgin Records）、EMI RECORDS等
- 宇多田光
- 椎名林檎
- X Japan
- T-ara
- SHINee
- A Pink
- 艾迪塔·歌娳婭(エディータ・グルニャク/Edyta Górniak)（唱片發行 1997年－1998年）
- 東京事變
- 松任谷由実
- 湯川潮音
- AI
- 赤い公園
- 上妻宏光
- ACIDMAN
- THE ALFEE
- 安楽真理子
- 175R
- 今井美樹
- 上原彩子
- 宇野ゆう子
- 大城バネサ
- 岡林信康
- 加藤清史郎withアンクル☆させ
- KAME&L.N.K
- 岸千恵子
- 9mm Parabellum Bullet
- 清竜人
- KUMAMI
- 蔵島由貴
- 黒木憲ジュニア
- 小林桂
- 阪井あゆみ
- 坂本冬美
- the telephones
- しおり
- JYONGRI
- 白根一男
- 鈴木慶江
- ストレイテナー
- SAY
- 千住真理子
- 高橋幸宏
- DABO
- 谷本知美
- 玉手ゆういち
- 鎮座DOPENESS
- DJ KAWASAKI
- tick
- 寺井尚子
- ともさかりえ
- 新倉瞳
- 服部浩子
- PAPA B
- ハナエ
- 原田知世
- HIFANA
- 姫神
- FIRE BALL
- 福田沙紀
- fulare pad
- ベッキー♪♯
- Base Ball Bear
- 布袋寅泰
- マイナスターズ ※さまぁ〜ずの変名ユニット
- 松田亮治
- 松永貴志
- マドモアゼル・ユリア
- 三船和子
- 宮路オサム
- 雅-miyavi-
- 村松崇継
- MASS OF THE FERMENTING DREGS
- 森山愛子
- 安田祥子
- 山川豊
- 由紀さおり
- unistyle
- 弓木英梨乃
- 吉井和哉
- より子
- RADWIMPS
- らっぷびと
- LIL
- LEO今井
- LUV AND RESPONSE
- IU
- Mrs. GREEN APPLE

## 外部連結
- EMI Music Japan
- EMI Music Japan 邦楽的X（前Twitter）（洋楽のアカウントは「EMI_JP_INTL（页面存档备份，存于）」。）
- EMIオーディションサイト
- EMI×CUTiE×@peps!ミュージック　オーディションサイト　※女性限定